# تشارلز والاس ريتشموند
تشارلز والاس ريتشموند (بالإنجليزية: Charles Wallace Richmond)‏ هو عالم حيوانات وعالم طيور أمريكي، ولد في 31 ديسمبر 1868 في كينوشا في الولايات المتحدة، وتوفي في 19 مايو 1932 في واشنطن العاصمة في الولايات المتحدة.